# 規格產品編號
規格產品編號（日语：規格品番（きかくしなばん／きかくひんばん））是基於日本唱片協會釐定的標準「RIS502　唱片商品編號系統」（1989年6月制定，2005年12月修訂），針對在市場上販賣的CD、DVD的媒體使用的一種編號。

## 概要
規格產品編號是由4個英數字元（符號）加上1至5個數字（序號）組合而成的。（兩者之間沒以連字號連著的情況也會出現）
例：ABCD-10001
例外1：SVWC-7001 - Aniplex發售的所有製品
例外2：TBK-1 - 部分於TEICHIKU ENTERTAINMENT發售的DVD卡啦OK
例外3：YZIM-15001 - 國際音樂（分銷商為CROWN德間音樂銷售有限公司）發售的CD

### 公司編號
公司編號（日语：会社コード（かいしゃコード））由日本唱片協會規範的「RIS504別冊　各種編號列表」定義。

### 形態分類編號
形態分類編號（日语：形態分類コード（けいたいぶんるいコード））即記號中的第三個英文字母（例外1為第四個字，例外2為第二個字，例外3以序號分類，沒有編號分類），表示了媒體的種類。此編號跟公司編號同樣以「RIS504別冊」定義，現於此列出，以供參考。
3位編號對應表
- A - DVD-Audio
- B - DVD-Video
- C - 12cmCD
- D - 8cmCD
- E - 沒有含義
- F - CD-Video
- G - SACD
- H - HD DVD
- I - VIDEO CD、CD-i
- J - LP Record、PSP用UMD部分遊戲軟件
- K - EP Record
- L - 30cmLD
- M - 20cmLD
- N - CD-G
- O - 沒有含義
- P - PlayStation用遊戲軟件
- Q - 沒有含義
- R - CD-ROM
- S - 盒式磁帶（日语：カセットテープ）（單曲）
- T - 盒式磁帶（專輯）
- U - UMD Video（2006年以後）、Beta Video Tape（已停用）
- V - VHS Video Tape
- W - DVD music（2004年以後）、8mm Beta Video Tape（已停用）
- X - Blu-ray Disc（2006年以後）、DCC（日语：デジタルコンパクトカセット）（已停用）
- Y - MD
- Z - 複合商品（12cmCD+8cmCD、一部分的CD+DVD、CD+照片集等等）

### 流派編號
流派編號（日语：ジャンルコード）為記號的最後一個字（例外1、3以序號分類，沒有編號分類），各公司可隨意使用，多用以區分唱片公司和流派。索尼音樂娛樂(SRxL)和日本華納音樂(WPxL)經常使用。

## 關連項目
- 目錄編號（日语：カタログ番号）

## 外部連結
- RIS502 唱片商品編號系統 （页面存档备份，存于） 日本唱片協會網站内，釐定規格產品編號的編號規則的規格書（PDF檔案）。